# Gleichgeschlechtliche Beziehung

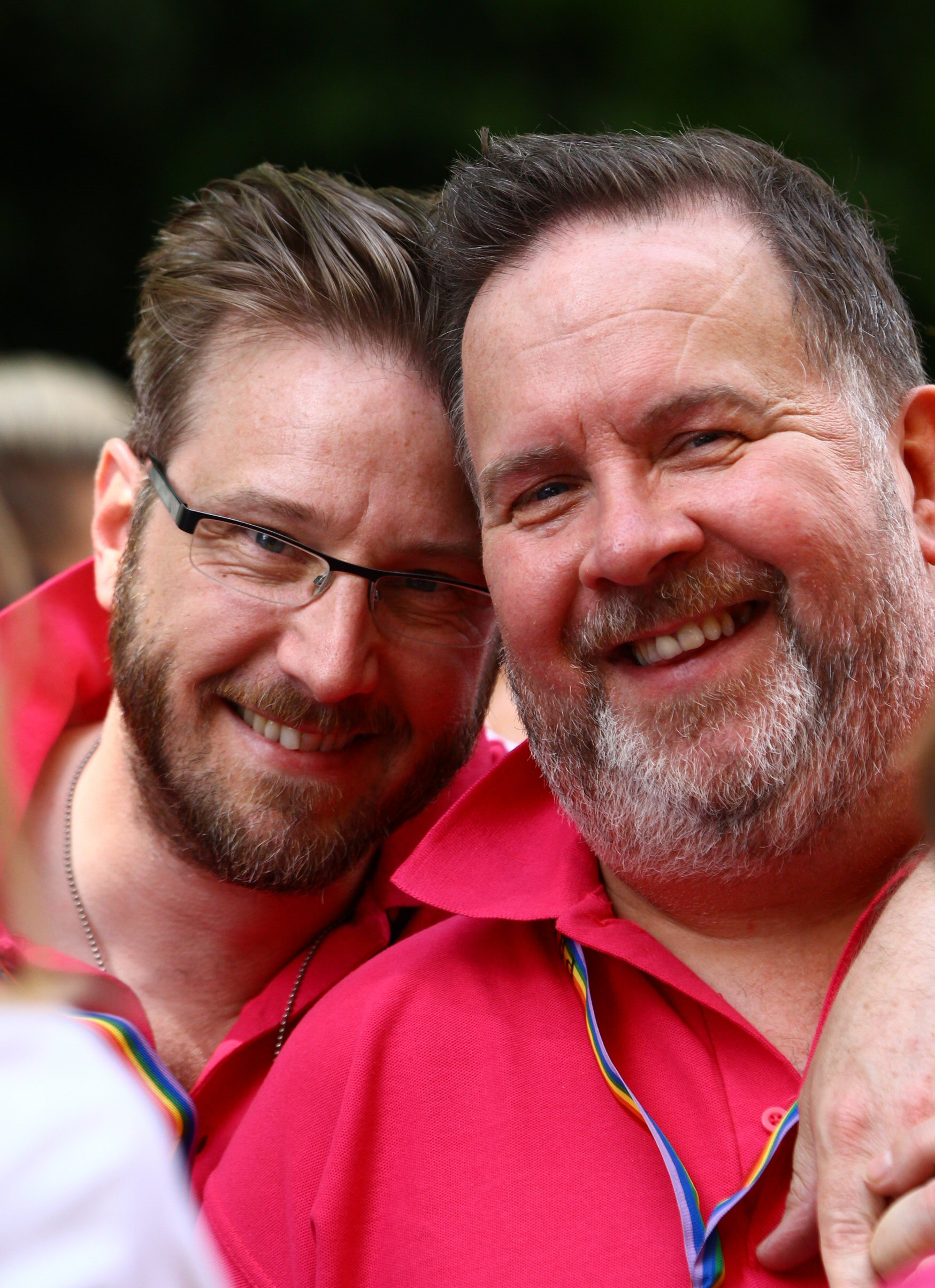
Ein männliches Paar bei einem Pride-Event in London

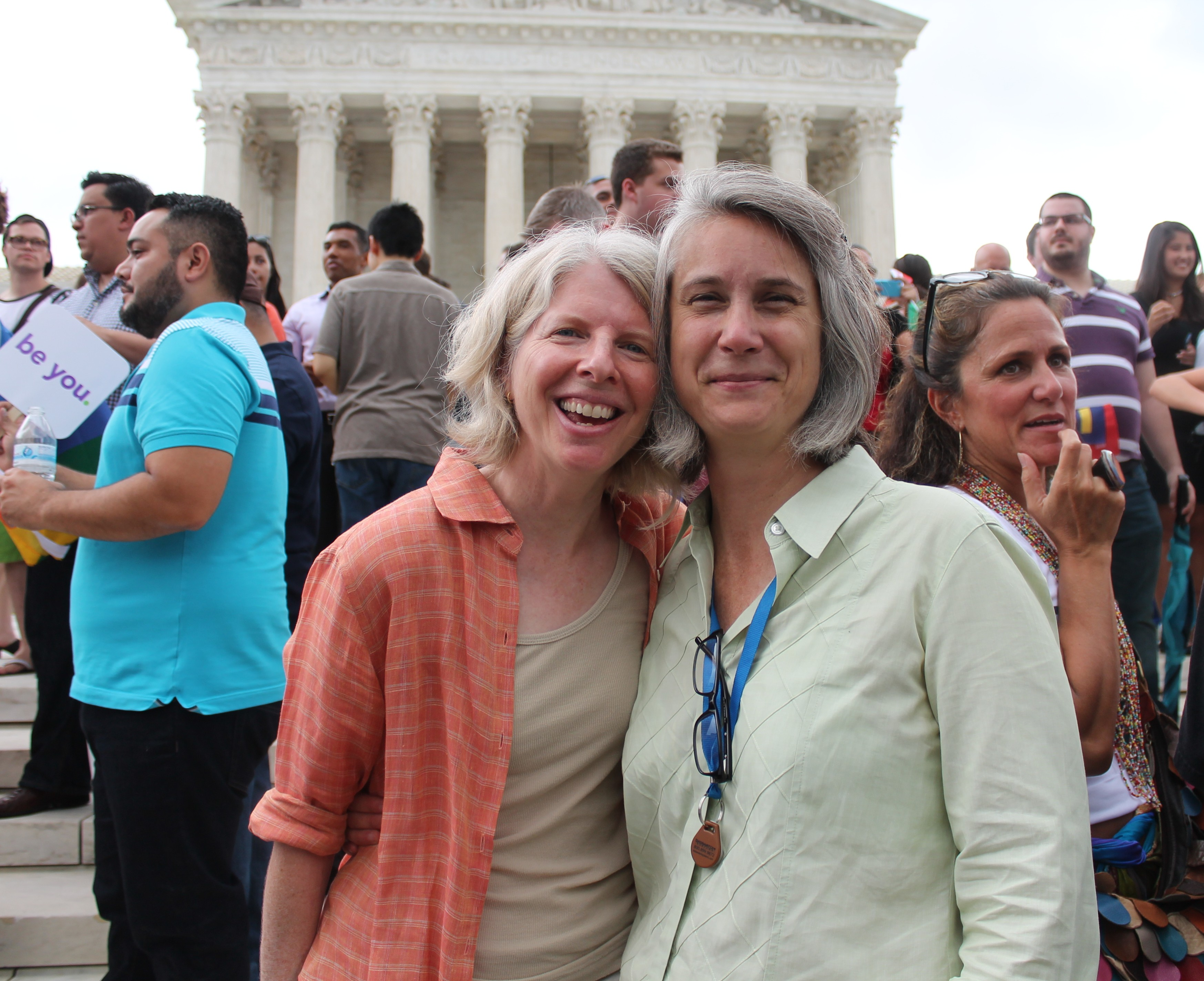
Ein weibliches gleichgeschlechtliches Paar feiert die Entscheidung des Amerikanischen Obersten Gerichtshofs. Das Urteil Obergefell v. Hodges führte zur landesweiten Anerkennung gleichgeschlechtlicher Ehen in den Vereinigten Staaten.

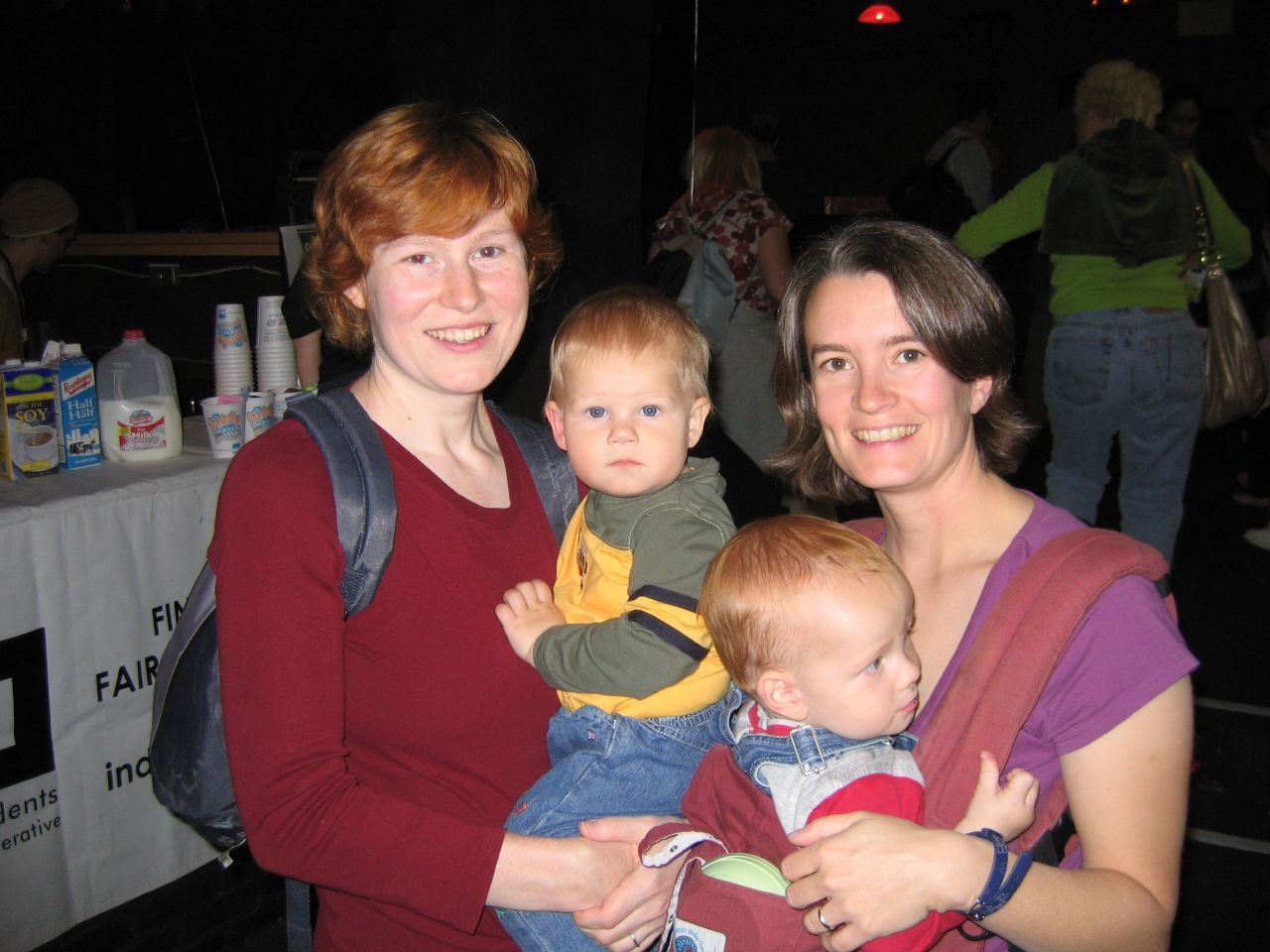
Lesbisches Paar mit Kindern

Eine gleichgeschlechtliche Beziehung ist eine Beziehung von zwei Personen gleichen Geschlechts. Je nach Land gibt es gleichgeschlechtliche Ehen, und eingetragene Partnerschaften, welche oft einen Status ähnlich jenen einer Ehe haben.
Der Begriff bezieht sich in erster Linie nicht auf die sexuelle Orientierung der Partner. Daher vertreten gewisse Aktivisten die Auffassung, es sei ein Weg, Bisexualität unsichtbar zu machen, wenn diese Beziehungen als schwul oder lesbisch bezeichnet würden.
Je nach Staat gibt es große Unterschiede, was die Anerkennung und den Umgang mit solchen Beziehungen anbelangt: In liberalen Staaten sind diese Beziehungen der klassischen Ehe faktisch gleichgestellt. Andere Staaten bieten Konzepte wie eine eingetragene Partnerschaft an. Die rechtlichen Ansichten variieren auch in Bezug auf die Adoption von Kindern durch gleichgeschlechtliche Paare.